# Siegfried Matthes

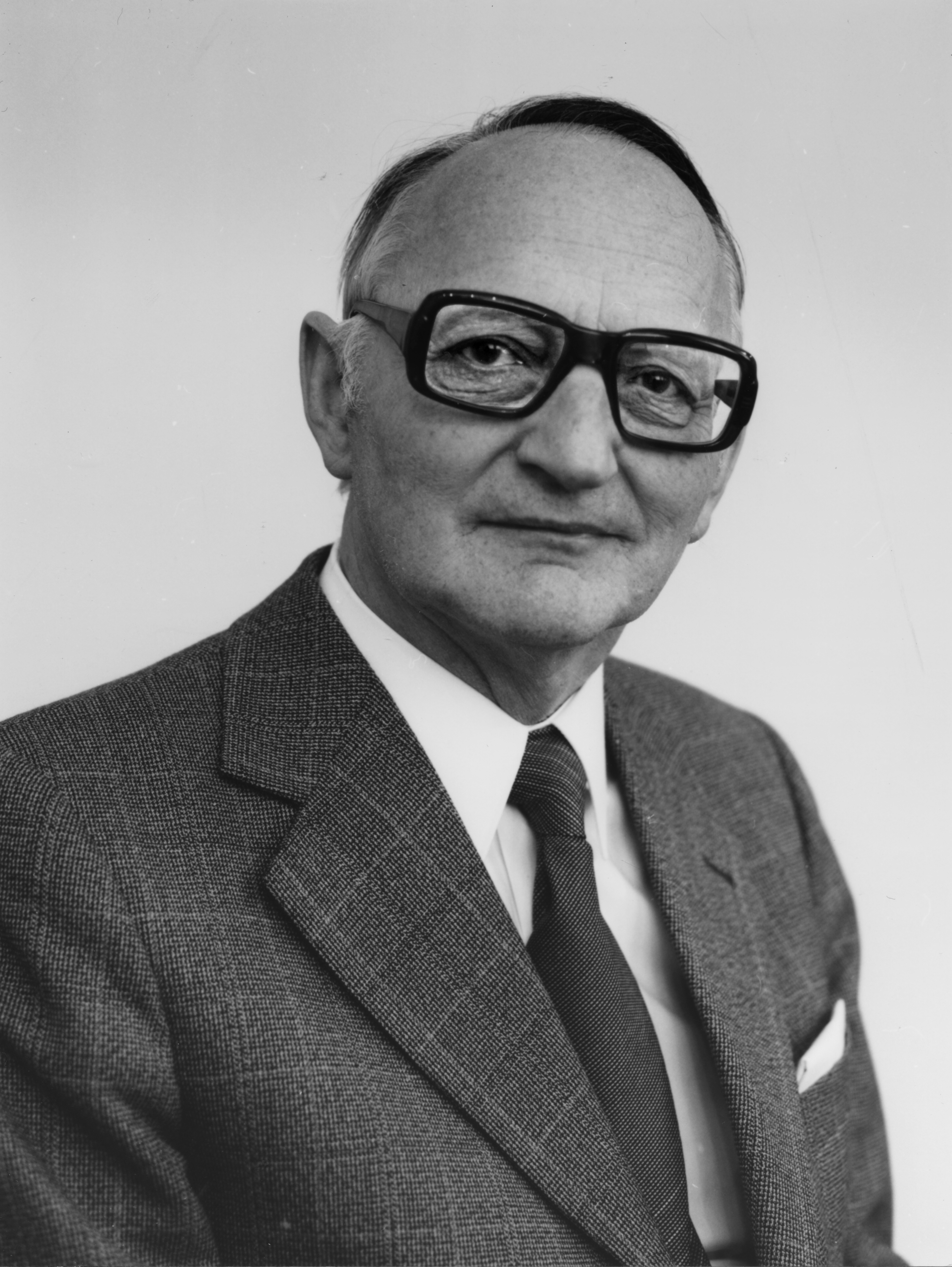
Siegfried Matthes

Siegfried Matthes (* 7. September 1913 in Pausa, Vogtland; † 2. Mai 1999 in Würzburg) war ein deutscher Mineraloge und Petrologe. 
Matthes studierte Naturwissenschaften und speziell Mineralogie in Leipzig und Berlin und wurde 1940 an der Universität Leipzig promoviert (Biotitführende Metabasiteinschaltungen in Serpentinitvorkommen des sächsisch-fichtelgebirgischen Kristallins und ihre Ableitung). Er war Assistent an der Universität Münster und habilitierte sich 1950 in Frankfurt am Main.
Er war von 1955 bis 1981 Professor für Mineralogie an der Universität Würzburg.
Er ist durch Arbeiten zur Petrographie von Metamorphen Gesteinen bekannt, speziell der metamorphen Entwicklung der Varisziden in Süddeutschland (z. B. Spessart). Mit Martin Okrusch schrieb er ein in Deutschland verbreitetes Lehrbuch der Mineralogie, das zuerst 1983 mit ihm als einzigem Autor erschien. Mit Okrusch schrieb er einen Geologischen Führer durch den Spessart. Er arbeitete auch experimentell, wobei ihm als Erster die hydrothermale Synthese von Spessartin-Granat und Spessartin-Almandin-Mischkristallen gelang.
Er benannte die in Wenighösbach gefundene Chlorit-Hornblende Hösbachit.

## Schriften (Auswahl)
- Mineralogie. Eine Einführung in die spezielle Mineralogie, Petrologie und Lagerstättenkunde. Springer, Berlin/Heidelberg/New York/Tokio 1983; spätere Auflagen mit Martin Okrusch; 9. Auflage 2014
- mit Martin Okrusch: Spessart, Borntraeger, Sammlung Geologischer Führer 1965
- Die Para-Gneise im mittleren kristallinen Vor-Spessart und ihre Metamorphose, Abhandlungen des Hessischen Landesamtes für Bodenforschung 1954